# پریسا
پریسا نامی فارسی برای بانوان است و معنای آن «شبیه پری» است. پریسا می‌تواند به این موارد اشاره کند:
- پریسا (خواننده)، فاطمه واعظی خواننده ایرانی
- پریسا خسروی معاون اول بخش بین‌المللی اخبار شبکهٔ سی‌ان‌ان آمریکا